# زرجان
زرجان، روستایی در دهستان خفر بخش مرکزی شهرستان خفر در استان فارس ایران است. این روستا، مرکز دهستان خفر است.

## جمعیت
بر پایه سرشماری عمومی نفوس و مسکن در سال ۱۳۹۵، جمعیت این روستا برابر با ۱٬۴۰۰ نفر (۴۱۶ خانوار) بوده است.